# Lac Fwa
Lac Fwa eller lac M'Fwa är en sjö i Kongo-Kinshasa, längs med floden Fwa. Den ligger på gränsen mellan provinserna Kasaï Central och Kasaï-Oriental, i den centrala delen av landet, 900 km öster om huvudstaden Kinshasa. Arean är 0,26 kvadratkilometer. Sjön sträcker sig 500 m i nord-sydlig riktning och 1 500 m i öst-västlig riktning.